# Zomba (Malawi)
Zomba è una delle principali città del Malawi, capoluogo del distretto omonimo. Si trova nella parte meridionale del paese, sull'altopiano di Shire e ai piedi dell'altopiano omonimo. Fu la capitale del Nyasaland fino al 1964, prima capitale del Malawi fino al 1974 e sede del parlamento del Malawi fino al 1998. La città è anche la sede dell'Università del Malawi e di un importante mercato agricolo. È collegata da una strada rotabile e da un servizio di pullman a Blantyre.
Alle spalle di Zomba si sviluppa lo scenografico Zomba Plateau, con singolari conifere che contrastano con la tradizionale vegetazione dell'Africa australe.